# پروانه‌ماهی ریگ‌پوش
پروانه‌ماهی ریگ‌پوش (نام علمی: Chaetodon multicinctus) نام یک گونه از سرده پروانه‌ماهی است.